# در جنگل سرسبز (فیلم ۱۹۲۹)
در جنگل سرسبز (انگلیسی: Under the Greenwood Tree) یک فیلم درام تاریخی بریتانیایی سال ۱۹۲۹، به کارگردانی هری لاکمن و نقش آفرینی مارگریت آلن، نایجل بری و ویلفرد شاین است. این فیلم، اقتباسی از رمان در جنگل سرسبز سال ۱۸۷۲، نوشتهٔ توماس هاردی است.

## تولید و اکران
دکورهای فیلم توسط ویلفرد آرنولد طراحی شده بود. این فیلم در استودیوهای الستری بوسیلهٔ کمپانی بریتانیایی مطرح آن زمان، بریتیش اینترنشنال پیکچرز ساخته شد. در ابتدا قرار بر این بود که یک فیلم صامت باشد، اما به دنبال پیدایش صدا، آوازها و دیالوگ‌ها با بهره‌گیری از سیستم آرسی‌ای، اضافه شدند. این فیلم در ماه سپتامبر ۱۹۲۹، به‌طور تقریبی هم‌زمان با فیلم زندانی آمریکایی، هر دو فیلم بعد از اکران اولین فیلم ناطق در ماه ژوئن، باج‌گیری اثر آلفرد هیچکاک، اکران شدند.